# Canalipalpata
Canalipalpata zijn een infraklasse van borstelwormen (Polychaeta).

## Taxonomie
De volgende taxa zijn bij de onderklasse ingedeeld:
- Family Sabellariidae Johnston, 1865
- Orde Sabellida
- Orde Spionida
- Orde Terebellida

### Synoniemen
- Hermellidae Malmgren, 1867 => Sabellariidae Johnston, 1865